# Хабікіно
Хабікі́но (яп. 羽曳野市, はびきのし, МФА: [habʲikʲino ɕi̥]?) — місто в Японії, в префектурі Осака.     Отримало статус міста 1959 року. Площа становить 26,44 км². Станом на 1 липня 2012 року населення складало 115 986  осіб, густота населення — 4390 осіб/км².     

## Демографія
Згідно з даними перепису населення Японії, населення Хабікіно збільшувалось до 2000-х років, після чого зупинилось. Починаючи з 2015 року почало скорочуватись. Станом на 1 жовтня 2010 року населення складало 108 736 осіб, густота населення — 4111 осіб/км².

## Історія
У першій половині 5 століття, в районі Конда на території Хабікіно, було споруджено курган Конда-Ґобьояма, який вважається гробницею імператора Оджіна.
Хабікіно отримало статус міста 15 січня 1959 року. Воно утворилося на базі міста Міна́мі-О́сака (яп. 南大阪市, みなみおおさかし, МФА: [mʲinamʲi oːsaka ɕi̥]), що було засноване і перейменоване того ж числа.